# Fiães do Tâmega
Fiães do Tâmega ist ein Ort und eine ehemalige Gemeinde im Norden Portugals.

## Geschichte
Der Ort war eine kleine Siedlung der Gemeinde Curros. In den Verwaltungsreformen nach der Liberalen Revolution ab 1821 und dem folgenden Miguelistenkrieg wurde Fiães do Tâmega 1834 eine eigenständige Gemeinde, die 1895 zum Kreis Ribeira de Pena kam und seit 1898 zum Kreis Boticas gehört.
Im Zuge der Gebietsreform 2013 wurde die Gemeinde Fiães do Tâmega aufgelöst und mit Codessoso und Curros zu einer neuen Gemeinde zusammengefasst.

## Verwaltung
Fiães do Tâmega war Sitz einer eigenständigen (Freguesia) im Kreis (Concelho) von Boticas im Distrikt Vila Real. Die Gemeinde hatte 99 Einwohner und eine Fläche von 14,52 km² (Stand 30. Juni 2011).
Folgende Ortschaften liegen im Gebiet der ehemaligen Gemeinde:
- Fiães do Tâmega
- Veral

Mit der Gemeindereform vom 29. September 2013 wurden die Gemeinden Fiães do Tâmega, Codessoso und Curros zur neuen Gemeinde Codessoso, Curros e Fiães do Tâmega zusammengeschlossen.